# مونتری (کاساناره)
مونتری (انگلیسی: Monterrey, Casanare) نام شهری در کشور کلمبیا است.